# Центральноазиатская ящурка
Центральноазиатская ящурка (лат. Eremias vermiculata) — вид пресмыкающихся из семейства настоящих ящериц.

## Описание
Ящерица средних размеров длиной тела до 7 см. Длина хвоста превышает длину тела несколько более, чем в полтора раза. Бедренных пор 16—24. Их ряд достигает или почти достигает коленного сгиба. Верхняя сторона тела песочная или серая с мелкими тёмно-бурыми точками, сливающимися в полосы и пятна. Образуемый ими продольный червеобразный рисунок более чётко выражен у молодых особей. У взрослых ящурок извилистые линии нередко сохраняются только в средней части спины. Верхняя сторона ног в светлых глазках. Нижняя сторона тела желтоватая.

## Образ жизни
Предпочитает песчаную местность. В Казахстане держится между высокими барханами и равнинными закреплёнными песками.
На поверхности ящурка очень быстро передвигается среди редких кустов жузгуна, хвойника и травянистой растительности, на которую забирается для отдыха и охоты. Перед охотой прогревается на солнце, следя за летящими в воздухе насекомыми. Иногда взбирается на ветви селитрянки, жузгуна и других растений, но не лазает по кустарникам и деревьям. В случае опасности возвращается к норке, перемещается внутри куста или перебегает к другому.
В качестве убежищ используют вырытые норы длиной 10—20 см и глубиной до 15 см, расположенные чаще всего под кустом или песчаным бугром. Могут временно занимать норы грызунов.
Питается насекомыми, преимущественно жуками и муравьями. Иногда питается растительной пищей, в том числе плодами Lycium ruthenicum.
Это яйцекладущая ящерица. Самка откладывает 1—2 яйца. Спаривание происходит предположительно в конце апреля-мае. Сеголетки появляются в конце июля-начале августа и достигают в длину 24—32 мм. В течение сезона бывает до 3 кладок.

## Распространение
Обитает в северо-западном Китае (СУАО, Внутренняя Монголия), южной Монголии и на юго-востоке Казахстана (Зайсанская котловина).

## Охрана
Занесена в Красную книгу Казахстана (1996): категория IV. Международным союзом охраны природы центральноазиатской ящурке был присвоен охранный статус «вызывающие наименьшие опасения».